# Osulf di Northumbria
Osulf, II conte di Northumbria (... – 1067), fu Conte di Northumbria.

## Biografia
Osulf nacque in data imprecisata da Eadulf III di Bernicia ed era nipote, per parte di padre di Uchtred l'Ardito, la famiglia di Osulf era una famiglia di Ealdorman che governò la regione attorno a Bamburgh dal 954 al 1041 anno in cui Eadulf venne ucciso da Siward, conte di Northumbria che riunì tutta la Northumbria sotto un unico leader.
Nel 1065 Morcar succedette a Tostig del Wessex quale governatore della Northumbria ed affidò ad Osulf il controllo delle terre a nord del fiume Tyne, Morcar si oppose strenuamente alla Conquista normanna dell'Inghilterra portata avanti da Guglielmo il Conquistatore e per questo venne imprigionato e venne sostituito, per volere di Guglielmo da Copsi di Northumbria, che era stato secondo di Tostig come rimpiazzo di Morcar.
Nel febbraio 1067 Copsi andò al nord obbligando Osulf a fuggire e a cercare riparo nelle colline, egli cercò quindi di mettere insieme un esercito e poiché Copsi era visto come un collettore di tasse rappresentante dell'invasore Guglielmo Osulf non dovette sforzarsi molto per trovare appoggio.
Il mese dopo Osulf sorprese Copsi con i propri uomini mentre sostava presso il villaggio di Newburn, Copsi cercò quindi rifugio presso una chiesa, ma questa venne data alle fiamme e quando egli uscì Osulf lo uccise.
A quel punto Osulf prese il controllo della regione e, almeno apparentemente, non si fece nessun tentativo di rimuoverlo, il suo potere fu però di breve durata. Durante l'autunno, mentre svolgeva i propri dovere di conte dovette vedersela contro una banda di fuorilegge e venne ucciso in uno scontro con questi ultimi.
A succedergli fu uno dei suoi parenti, Gospatric, che ricevette il contado di Northumbria per volere di Guglielmo II d'Inghilterra.